# D.A.S.
Pour les articles homonymes, voir DAS.
D.A.S. est une saga de science-fiction allemande écrite par Karl Herbert Scheer.

## Historique de la série
D.A.S. a été écrite à partir de 1957 par K.H. Scheer, avant que l'auteur ne se lance dans la création de la série Perry Rhodan, et éditée à partir de 1977 en France. La série a été publiée en 40 livres chez le même éditeur que Perry Rhodan, à savoir Fleuve noir, dans la collection Anticipation-Fiction. Elle s'est ensuite arrêtée sans explications.
Les éditions Eons ont entrepris une édition intégrale de cette série.  Pour cette occasion les traductions sont revues et complétées - et dans certains cas complètement refaites.
La fin de la saga - les volumes 41 à 50 -, qui n'avait jusqu'à présent pas été traduite en français, a commencé à paraître chez Eons en 2007.

## L'histoire
Voici un bref résumé de l'histoire parue en France.

Le titre original de la série en allemand est ZBV (Zur besonderen Verwendung), traduit en français par D.A.S. qui signifie Département Anti-espionnage Scientifique.
Le C.E.S.S. (le Contre-Espionnage Scientifique Secret) est la traduction du terme allemand GWA (Geheime-Wissenschaftlich-Abwehr). Le C.E.S.S.  est une organisation gouvernementale qui grâce à des moyens ultra-modernes tente de lutter contre le crime et défend la Terre contre les extraterrestres.

En 2002, Thor Konnat et Hannibal Utan, les deux meilleurs agents du C.E.S.S. sont chargés de traquer les criminels mettant en péril la sécurité mondiale.
La lutte se poursuit dans l'espace puis ils découvrent sur la Lune l'héritage des martiens et sont confrontés aux ennemis qui ont détruit la civilisation martienne des millénaires auparavant : Les Dénébiens.
La confrontation se poursuivra sur Mars, dans l'espace et, dans le passé de la Terre, contre les martiens eux-mêmes sur le continent disparu l'Atlantide.

## Liste des parutions françaises
Voici une liste exhaustive des livres parus en France, ainsi que des prochaines sorties.
FN 876 est à lire avant le FN 864 et le FN 870 cette liste n'a donc pas d'erreur de classification
FN = Fleuve noir n°XX
Eons = Édition Eons
1. Péril psychique FN 31  (ISBN 2-265-00355-7)
  - réédition Eons  (ISBN 978-2-7544-0281-1)
2. Commando HC-9 FN 798  (ISBN 2-265-00399-9)
  - réédition Eons  (ISBN 978-2-7544-0282-8)
3. L'élément 120 FN 816  (ISBN 2-265-00479-0)
  - réédition Eons  (ISBN 978-2-7544-0283-5)
4. L'affaire Pégasus FN 828  (ISBN 2-265-00536-3)
  - réédition Eons (titre : Opération Pégase)  (ISBN 978-2-7544-0284-2)
5. C.C.5. Top secret FN 840  (ISBN 2-7544-0285-3)
  - réédition Eons (titre : CC-5 top secret)  (ISBN 978-2-7544-0285-9)
6. Les forçats de l'Antarctique FN 858  (ISBN 2-265-00687-4)
  - réédition Eons (titre : L'enfer sous la glace - parution en 2008)  (ISBN 978-2-7544-0286-6)
7. Opération soleil levant FN 876  (ISBN 2-265-00766-8)
8. Les cerveaux morts FN 864  (ISBN 2-265-00714-5)
9. Combats sous les cratères FN 870  (ISBN 2-265-00745-5)
10. Pouvoirs illimités FN 888  (ISBN 2-265-00818-4)
11. N'approchez pas FN 898  (ISBN 2-265-00874-5)
12. Facultés inconnues FN 905  (ISBN 2-265-00916-4)
13. Le virus mystérieux FN 924  (ISBN 2-265-01013-8)
14. Les roues de feu FN 930  (ISBN 2-265-01033-2)
15. Sous le signe de la grande Ourse FN 936  (ISBN 2-265-01063-4)
16. Le mutant d'Hiroshima FN 942  (ISBN 2-265-01084-7)
17. Offensive minotaure FN 948  (ISBN 2-265-01117-7)
18. Contre-offensive Copernicus FN 995  (ISBN 2-265-01298-X)
19. Centre d'intendance Godapol FN 1016  (ISBN 2-265-01397-8)
20. Programmation impossible FN 1022  (ISBN 2-265-01406-0)
21. Intendance martienne Alpha VI FN 1029  (ISBN 2-265-01437-0)
22. Mission secrète "Œil de Géant" FN 1036  (ISBN 2-265-01467-2)
23. Le dieu endormi FN 1043  (ISBN 2-265-01525-3)
24. Le test de l'aigle rouge FN 1050  (ISBN 2-265-01552-0)
25. Alerte à l'hypnose FN 1058  (ISBN 2-265-01574-1)
26. Coefficient de sécurité trois FN 1065  (ISBN 2-265-01602-0)
27. S.O.S. Sibérie FN 1072  (ISBN 2-265-01628-4)
28. La révolte des Grands Cerveaux FN 1081  (ISBN 2-265-01775-2)
29. L'enjeu lunaire FN 1115  (ISBN 2-265-01775-2)
30. Le Cocon-psi FN 1127  (ISBN 2-265-01854-6)
31. L'oiseau de Mars FN 1148  (ISBN 2-265-01958-5)
32. Arbitrage martien FN 1170  (ISBN 2-8302-0883-8)
33. L'esprit de Vénus FN 1311  (ISBN 2-265-02656-5)
34. Incarnation illégale FN 1332  (ISBN 2-265-02800-2)
35. Androïdes en série FN 1379  (ISBN 2-265-02980-7)
36. Les visiteurs du passé FN 1413  (ISBN 2-265-03121-6)
37. Nitrabyl la ténébreuse FN 1444  (ISBN 2-265-03215-8)
38. Les naufragés du 14-18 FN 1519  (ISBN 2-265-03488-6)
39. Le réveil de la forteresse FN 1535  (ISBN 2-265-03540-8)
40. Destination Atlantide FN 1570  (ISBN 2-265-03659-5)
41. Ballet temporel Eons  (ISBN 978-2-7544-0421-1)
42. Extinction totale Eons (parution en 2008)  (ISBN 978-2-7544-0422-8)